# Kaj Poulsen
Kaj Kvistgård Poulsen (* 31. Dezember 1942 in Nykøbing Mors) ist ein ehemaliger dänischer Fußballspieler. Der Offensivspieler von Vejle BK und Fußballer des Jahres 1965 in Dänemark hat von 1966 bis 1968 bei Hannover 96 in der Fußball-Bundesliga 52 Ligaspiele absolviert und vier Tore erzielt.

## Karriere
Kaj Poulsen startete seine Laufbahn 1961 bei Vejle BK in der dänischen ersten Liga. Mit der Vizemeisterschaft 1965 errang er mit Mitspielern wie Johnny Hansen und Ulrik le Fevre den größten Erfolg mit Vejle und wechselte zur Saison 1966/67 zu Hannover 96 in die Bundesliga. Unter Trainer Horst Buhtz debütierte Poulsen am 20. August 1966 bei einer 1:2-Auswärtsniederlage beim Hamburger SV in der Bundesliga. Am zweiten Spieltag, den 27. August, erzielte er bei einem 2:0-Heimerfolg gegen Borussia Dortmund seinen ersten Treffer für Hannover in der Bundesliga. Er gehörte wie die zwei weiteren Neuzugänge Christian Breuer und Hermann Straschitz mit 28 Ligaspielen (2 Tore) der Stammbesetzung der „Roten“ an, die am Rundenende den 9. Platz belegten.
Angesichts der Sensationsmeisterschaft vom Nachbarn Eintracht Braunschweig 1967 sah sich die 96-Klubführung genötigt, die Mannschaft zu verstärken, um die Führungsrolle im östlichen Niedersachsen zurückzuerobern. Präsident Alfred Strothe griff daher tief in die längst nicht mehr prall gefüllte Vereinskasse und setzte 1967/68 auf „Stars“: Aus Mönchengladbach kam der zweifache Nationalstürmer Jupp Heynckes und mit Josip Skoblar wurde einer der besten Techniker und Torjäger Europas von Olympique Marseille verpflichtet:. Vor allem der Sturm zählte nun zum Besten, was die Bundesliga zu bieten hatte und bestand ausschließlich aus Nationalspielern Rodekamp, Skoblar, Heynckes, Poulsen und Siemensmeyer. Der Rundenverlauf bestätigte aber nicht die Hoffnungen auf einen torgefährlichen Angriff. Mit 48:52 Zählern reichte es am Rundenende lediglich zu 34:34 Punkten und dem 10. Rang. Trainer Buhtz wurde am 12. Februar 1968 abgelöst und ab dem 13. Februar durch Karl-Heinz Mülhausen ersetzt. Poulsen kam auf 24 Ligaeinsätze (2 Tore) und verabschiedete sich am 34. Spieltag, den 25. Mai 1968, bei einem 2:2 bei Alemannia Aachen aus der Bundesliga.
Zur Saison 1968/69 wechselte er nach Belgien zu Beerschot AC, wo er in seinem zweiten Jahr, 1969/70, beim Erreichen des 6. Ranges an der Seite von Lothar Emmerich stürmte. Insgesamt hat Poulsen bei Beerschot in zwei Runden 28 Ligaspiele absolviert und zehn Tore erzielt. Danach folgten noch drei Jahre mit KFC Turnhout in der 2. Division. 1973 kehrte er zurück zum Vejle BK, wo er im September 1974 seine Karriere beendete. Für Velje bestritt er insgesamt 115 Ligaspiele, in denen er 21 Tore schoss und 11 Pokalspiele mit 5 Toren. Ebenfalls bestritt er ein Europacupspiel. Insgesamt bestritt er für Velje 141 Pflichtspiele, in denen er 29 Tore schoss.

## Erfolge
- Dänemarks Fußballer des Jahres 1965